# Goran Pandev
Goran Pandev (makedonsky Горан Пандев; * 27. července 1983 Strumica) je bývalý severomakedonský profesionální fotbalista, který hrával na pozici útočníka. Svoji hráčskou kariéru ukončil v létě 2022 v italském klubu Parma Calcio 1913. Mezi lety 2001 a 2021 odehrál také 122 utkání v severomakedonské reprezentaci, ve kterých vstřelil 38 branek.

## Klubová kariéra

### SSC Neapol
V sezóně 2011/12 vyhrál s Neapolí italský pohár Coppa Italia, ve finále proti Juventusu nastoupil v 73. minutě, utkání skončilo vítězstvím Neapole 2:0. Pandev tuto trofej získal již počtvrté a s třetím klubem (dříve ještě s Laziem a Interem Milán).
4. února 2013 v jarní vyřazovací části Evropské ligy 2012/13 nastoupil v šestnáctifinále proti českému mužstvu FC Viktoria Plzeň, ale přestože měl několik dobrých střeleckých příležitostí, gólově se neprosadil. Plzeň zvítězila v Neapoli 3:0 a připravila si výbornou pozici do domácí odvety. Hrál i o týden později v odvetě v Plzni, kterou Neapol prohrála poměrem 0:2 a z pohárové soutěže vypadla. Pandev nastoupil v základní sestavě, ale branku nevsítil.
Ve 29. kole Serie A v březnu 2013 pomohl jedním gólem k vítězství 3:2 nad hostujícím Bergamem, podílel se tak na ukončení sedmizápasové herní krizi Neapole. V Serii A Neapol dlouhou dobu naháněl vedoucí Juventus FC v boji o titul, nakonec skončil na konečné druhé příčce zajišťující přímý postup do Ligy mistrů 2013/14.
29. září 2013 v 6. ligovém kole zařídil dvěma góly vítězství 2:0 proti FC Janov. S Neapolí nepostoupil ze základní skupiny F do vyřazovacích bojů Ligy mistrů 2013/14, italský tým v ní obsadil třetí místo, přestože měl stejný počet bodů (12) jako první Borussia Dortmund a druhý Arsenal FC. V sezóně 2013/14 vyhrál s SSC Neapol podruhé italský pohár Coppa Italia, ve finále SSC porazil Fiorentinu 3:1.

### Galatasaray SK
1. září 2014 přestoupil do tureckého klubu Galatasaray SK, kde podepsal jednoletou smlouvu s opcí.

### FC Janov
Dne 8. 8. 2015 přestoupil do italského klubu FC Janov.

## Reprezentační kariéra
Goran Pandev je členem severomakedonské fotbalové reprezentace. K únoru 2013 byl s 26 góly nejlepším střelcem Severní Makedonie.
8. června 2005 na teplickém stadionu v kvalifikačním utkání na MS 2006 vsítil první gól Severní Makedonie ve 13. minutě. Utkání skončilo jasným vítězstvím českého týmu 6:1 i díky 4 brankám Jana Kollera.
V roce 2021 se se Severní Makedonií účastnil odloženěho Mistrovství Evropy. V prvním utkání s Rakouskem si Pandev připsal jeden gól, ale severomakedonský tým i tak prohrál 3:1. Ve druhém zápase s Ukrajinou Makedonie podlehla těsně 2:1. V posledním zápase na šampionátu prohrála Severní Makedonie s Nizozemskem 3:0 a obsadila se ziskem 0 bodů poslední místo v skupině C.